# Sei uns willkommen, Herre Christ
Sei uns willkommen, Herre Christ ("Che tu sia benvenuto, Signore") è un tradizionale canto natalizio tedesco: composto intorno al 1300, è considerato il più antico canto natalizio tedesco di cui si abbia conoscenza.

## Testo
Il testo è attestato storicamente nelle seguenti versioni:
Prima versione:
Syt willekomen, heirre kirst,

want du unser alre herre bis.
Sys willekomen heirre kerst,

want du onser alre heirre bis,

sys willekomen, lieve heirre,

her in ertrische also schone:

Kirieleys.
Seconda versione:
Nun siet uns willekomen, hero kerst,

Die ihr unser aller hero siet.

Nu siet uns willekomen, lieber hero,

Die ihr in den kirchen schöne siet.

Kyrie-eleyson!
Nun ist gott geboren, unser aller trost,

Der die höllsche pforten mit seinem kreutz aufstoes.

Die mutter hat geheischen maria,

Wie in allen kersten-bucheren geschriben steht.

Kyrie-eleyson!
Terza versione
Nu sîs uns willekomen hêrro Crist,

du unser aller hero bist!

nu sîs uns willekomen lieber herro,

der du in den kirchen stast scôno.

Kyrieleison.
Nu ist uns geborn unser aller trôst

der die hellischen porten mit sîm kriuze ûfslôz.

diu mueter ist geheizen Marjâ,

also in allen kristen buechen stât.

Kyrieleison.

## Versioni discografiche
Tra gli artisti che hanno inciso una versione del brano, figurano:
- Kinderchor der Stadt Bochum (nell'album Der Bochumer Kinderchor singt Weihnachtslieder del 1972[4])
- Tellura X (nell'album Vergessene Weihnacht del 2016[5])
- Hermann van Veen (nell'album di artisti vari Schöne Adventszeit[6])
- Die Wuppertaler Kurrende (nell'album Frohe Weihnacht del 1967[7])